# Ахмединов, Анес Ахмединович
Анес Ахмединович Ахмединов (Ахмедиев) (14 августа 1939, Караоба — 17 ноября 2020, Павлодар) — бригадир тракторной бригады совхоза «Спартак» Краснокутского района Павлодарской области. Герой Социалистического Труда (1980).

## Биография
Родился 14 августа 1939 года.
В 1978—1980 годах работал бригадиром тракторной бригады совхоза «Спартак» Краснокутского (ныне Актогайского района).

## Память
Документы А. А. Ахмединова вошли в созданную в Государственном архиве Павлодарской области Коллекцию дел и документов Героев Социалистического Труда.

## Награды
- Герой Социалистического Труда (1980).